# Pavel At'man
Pavel Nikolaevič At'man (in russo Павел Николаевич Атьман?; 25 maggio 1987) è un pallamanista russo.